# Sage Francis
Paul (Sage) Francis (Miami, 18 november 1976) is een Amerikaanse hiphopartiest.
De meeste van zijn albums zijn uitgebracht door Strange Famous Records, maar sommige ook door Epitaph Records. Bij dezelfde maatschappij is de Amerikaanse punkrockband Bad Religion onder contract. Hierdoor kwamen ze met elkaar in aanraking en maakten ze samen het nummer "Let Them Eat War" van het album The Empire Strikes First.

## Discografie

### Albums
- Home Grown Demo Tape (1996)
- Voice Mail Bomb Threat (1998)
- Sick of Waiting... (1999)
- Still Sick... Urine Trouble (2000)
- Sick of Waiting Tables (2001)
- The Known Unsoldier, "Sick of Waging War..." (2002)
- Personal Journals (2002)
- Hope (2003)
- Sickly Business (2004)
- Dead Poet, Live Album (2004)
- A Healthy Distrust (2005)
- Still Sickly Business (2005)
- Road Tested (2005)
- Human the Death Dance (2007)
- Human the Death Dance Instrumentals (2007)
- Sage Francis Reanimated (2007)
- Li(f)e (2010)
- Copper Gone (2014)

### Singles en ep's
- Bounce b/w Drop Bass (1999)
- All Word, No Play (2000)
- Makeshift Patriot (2001)
- Sage Frenchkiss (2002)
- Climb Trees (2002)
- Makeshift Patriot EP (2003)
- The Damage EP (2004)
- Slow Down Gandhi (2004)
- Sea Lion (2005)

- Bibliothèque nationale de France: cb16932485z (data)
- Gemeinsame Normdatei: 135483859
- International Standard Name Identifier: 0000 0000 7983 3435
- Library of Congress Control Number: no2004022830
- MusicBrainz: c8fc1732-d191-4a29-a33a-410f98eff13b
- Système universitaire de documentation: 251529746
- Virtual International Authority File: 12012266
- WorldCat: E39PBJvXjb867pM8y7Fq33gYfq